# DR-Baureihe ET 188
Die Baureihe ET 188 bzw. EB 188, ab 1970: Baureihe 279.0–2 ist ab April 1949 eine Bezeichnung der Deutschen Reichsbahn für von verschiedenen Privatbahnen übernommene Elektrotriebwagen. Mit der Einführung des Nummernschemas der Deutschen Bundesbahn zum 1. Oktober 1991 erhielten die Fahrzeuge die Baureihenbezeichnungen 479 und 879.
ET 188 501 bis 503

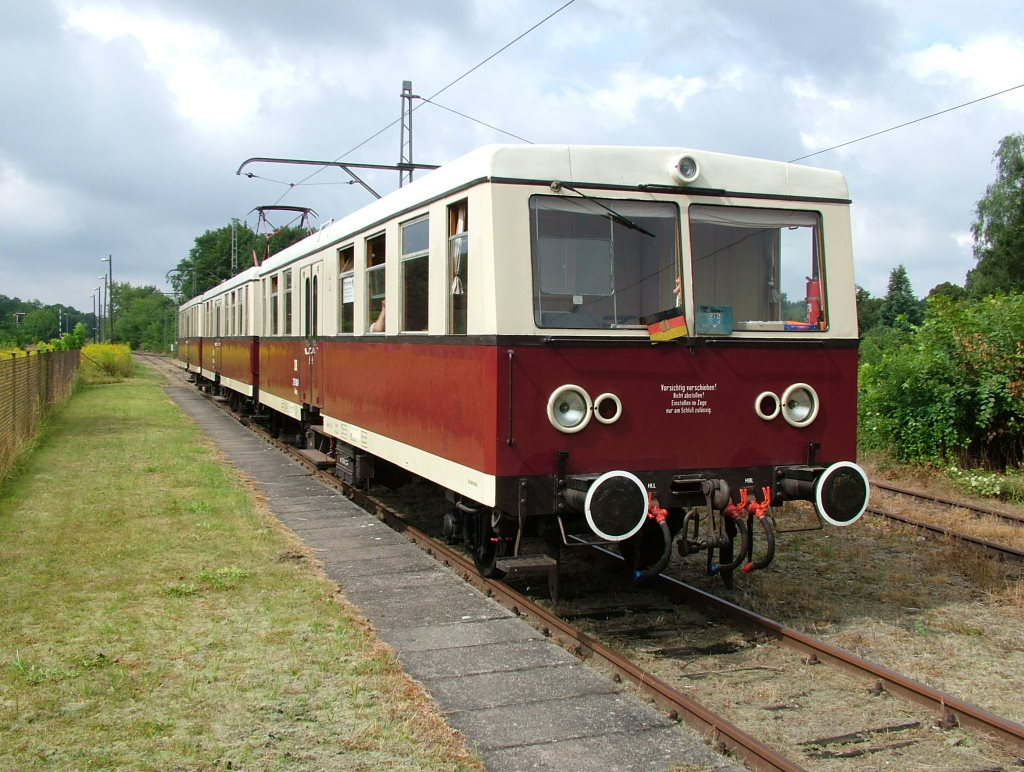
BR 479.6/879.6

Bei diesen Triebwagen handelt es sich um die Fahrzeuge Nr. 1 bis 3 der Buckower Kleinbahn. 1970 erhielten sie die Betriebsnummern 279 001, 003 und 005. In den Jahren 1981/1982 erfolgte eine Komplett-Rekonstruktion. Seit 1991 werden sie als 479 601 bis 603 bezeichnet.
Hauptartikel: Buckower Kleinbahn Nr. 1 bis 3
ET 188 511 und 512
Bei diesen Personentriebwagen handelte es sich um die Fahrzeuge PT 1 und PT 2 der Schleizer Kleinbahn. Die Fahrzeuge erhielten keine EDV-Nummer. ET 188 511 gehört heute zum Bestand des Verkehrsmuseums Dresden.
Hauptartikel: Schleizer Kleinbahn PT 1 und PT 2
ET 188 521 und 522
Bei diesen Gepäcktriebwagen handelte es sich um die Fahrzeuge GT 1 und GT 2 der Schleizer Kleinbahn. Die Fahrzeuge erhielten keine EDV-Nummer. ET 188 521 gehört heute zum Bestand des Verkehrsmuseums Dresden.
Hauptartikel: Schleizer Kleinbahn GT 1 und GT 2
ET 188 531

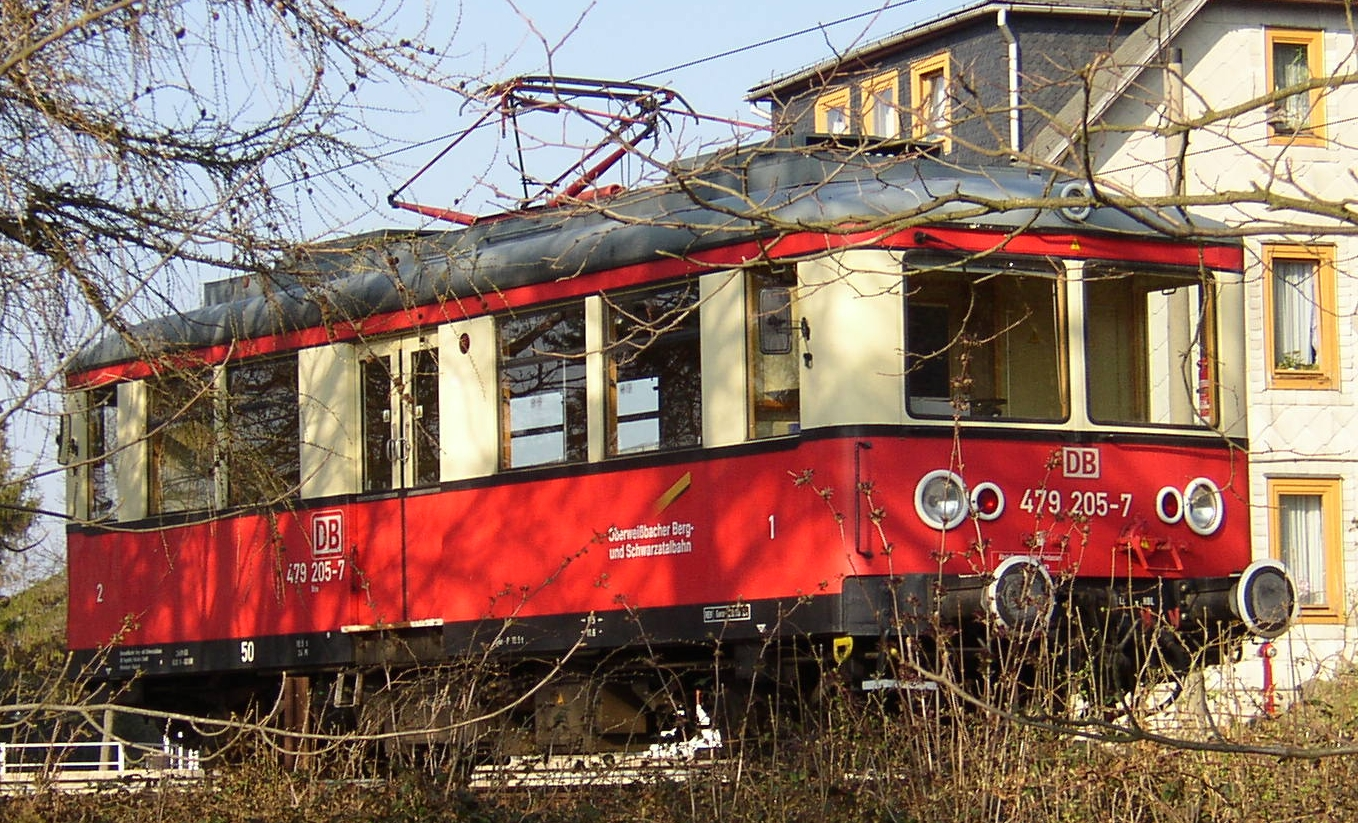
Triebwagen der Oberweißbacher Bergbahn

Bei diesem Triebwagen handelte es sich um ein Fahrzeug der Strecke Cursdorf–Lichtenhain der Oberweißbacher Bergbahn. Das 1922 beschaffte Fahrzeug erhielt 1969 die EDV-Nummer 279 201-8. 1970 wurde er grundlegend umgebaut und mit einem neuen Wagenkasten ausgerüstet, 1982 nochmal umgebaut und elektrisch an die neu aufgebauten Triebwagen 279 203 und 205 angepasst. Er wird seit 1991 unter der Nummer 479 201-6 geführt.
Hauptartikel: Triebwagen der Oberweißbacher Bergbahn
ET 188 701
Bei diesem Triebwagen handelte es sich um ein Fahrzeug der Strecke Cursdorf–Lichtenhain der Oberweißbacher Bergbahn. Das Fahrzeug wurde 1955/1956 aus einem Straßenbahn-Triebwagen der Großen Leipziger Straßenbahn umgebaut. 1963 erfolgten weitere grundlegende Umbauten. Durch den neuen Wagenkasten ist seine Herkunft seitdem nicht mehr zu erkennen. Mit der Einführung der EDV-Nummerierung 1969 erhielt er die Nummer 279 203-4. 1984 wurde er durch einen Neubau unter gleicher Nummer ersetzt, der seit 1991 als 479 203-2 bezeichnet wird.
Hauptartikel: Triebwagen der Oberweißbacher Bergbahn
EB 188 501 bis 503

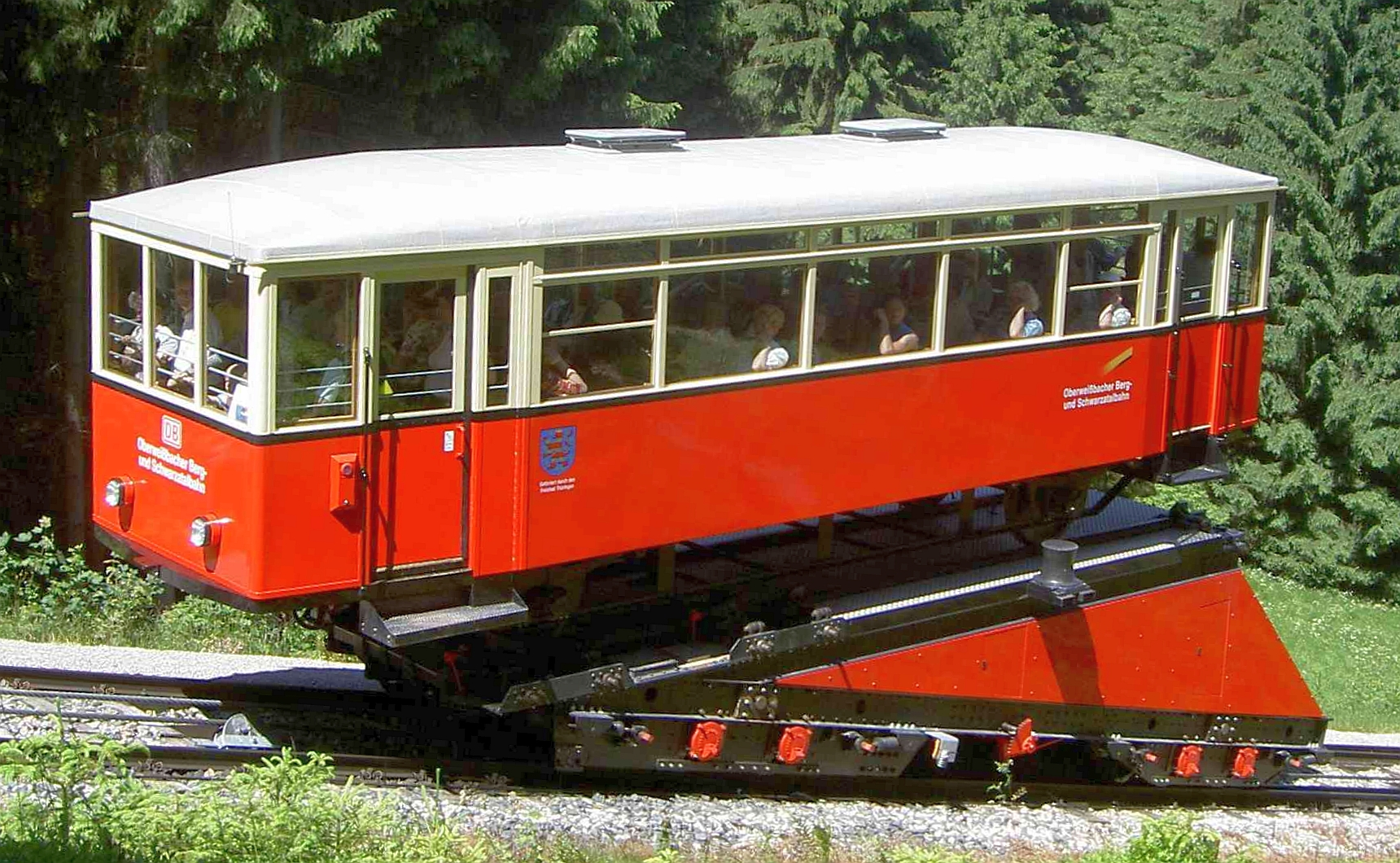
Aufsetzwagen auf der Oberweißbacher Bergbahn

Bei diesen Beiwagen handelt es sich um die Fahrzeuge Nr. 11 bis 13 der Buckower Kleinbahn. 1970 erhielten sie die Betriebsnummern 279 002, 004 und 006. In den Jahren 1981 erfolgte eine Komplett-Rekonstruktion und Umbau zum Steuerwagen. Seit 1991 werden sie als 879 601 bis 603 bezeichnet.
Hauptartikel: Buckower Kleinbahn Nr. 1 bis 3
EB 188 511 bis 514
Bei diesen Beiwagen handelte es sich um die Fahrzeuge 1 bis 4 der Schleizer Kleinbahn. Die Fahrzeuge erhielten keine EDV-Nummer. EB 188 513 gehört heute als Aufsetzwagen zur Oberweißbacher Bergbahn und EB 188 514 ist im Bestand des Verkehrsmuseums Dresden.
Hauptartikel: Schleizer Kleinbahn PT 1 und PT 2
279 202
Bei diesem Fahrzeug handelte es sich um einen Beiwagen der Niederbarnimer Eisenbahn. 1974 erfolgte der Umbau zu einem Steuerwagen für die Flachstrecke der Oberweißbacher Bergbahn.  Mit der Einführung der EDV-Nummerierung 1969 erhielt er die Nummer 279 202-6. 1984 ging er zur Rekonstruktion zum Reichsbahnausbesserungswerk Berlin-Schöneweide, wo er durch den Triebwagen 279 205-9 ersetzt wurde, der seit 1991 als 479 205-7 bezeichnet wird.
Hauptartikel: Triebwagen der Oberweißbacher Bergbahn